# Mem (lettre)
Pour les articles homonymes, voir Mem.
| Phénicien | Hébreu        | Hébreu        | Hébreu        | Hébreu       | Hébreu       | Hébreu       |
|           | Forme normale | Forme normale | Forme normale | Forme finale | Forme finale | Forme finale |
| --------- | ------------- | ------------- | ------------- | ------------ | ------------ | ------------ |
| Mem       | מ             | מ             |               | ם            | ם            |              |

Mem (מ, prononcé /m/) est la treizième lettre de l'alphabet phénicien et hébreu. La lettre phénicienne donna le mu (Μ, μ) de l'alphabet grec, le M de l'alphabet latin et de son équivalent cyrillique.

Le mot hébreu le plus proche est maïm qui signifie "eaux"; ce mot s'écrit avec les 3 lettres : mem ouvert, yod et mem fermé מים 
| N35 |

le Protosinaïtique est un caractère en zigzag qui représente également l'eau, et que l'on retrouve dans l'hébreu en écriture Cursive :

La valeur numérique de  מ  est 40 et celle de  ם  est 600.
Le caractère Unicode de מ est 05DE.

## Particularités
- La lettre Mem finale est, avec la lettre Samech, l'une des deux lettres entièrement fermées, sans ouverture vers l'extérieur.